# Grande révolte syrienne
Pour les articles homonymes, voir Révolution syrienne et Bombardement de Damas.
 (novembre 2017).
Batailles
Kafr • Mazraa • Messifre • Rachaya
La révolte druze de 1925-1927, appelée plus tard révolution syrienne, ou révolution nationale, ou en arabe grande révolte syrienne (الثورة السورية الكبرى, alththawrat alssuriat alkubraa), est la plus importante révolte ayant eu lieu contre le pouvoir français sur le territoire de l'actuelle Syrie. Menée par Sultan el-Atrache, elle a éclaté au Djebel el-Druze (aujourd'hui Jabal al-Arab) pour se propager vers Damas, Qalamoun, Hama, au Golan et dans le Sud-Est du Liban. La répression par les forces françaises a été sanglante, causant la mort de près de 10 000 Syriens, pour la plupart des civils ; la révolte a également coûté la vie à près de 4000 soldats de l'armée française, (pour la plupart des Africains).
La révolte des druzes constitue une des quatre rébellions anticoloniales dirigées contre la France dans l'entre-deux guerres, avec la guerre du Rif au nord du Maroc ; la mutinerie de Yên Bái en Indochine, qui a eu des répercussions sur le nord de l'Annam et quatre provinces du Tonkin en 1930-31 ; et la guerre du Kongo-Wara en Afrique-Équatoriale française (AEF).

## Contexte historique

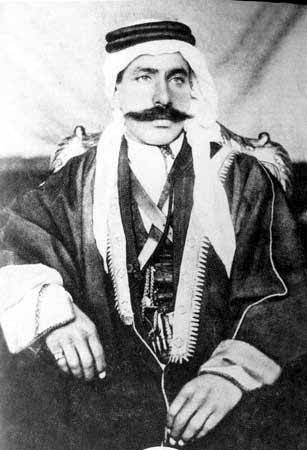
Sultan al-Atrach, chef de la révolte.

### Mandat français
La révolution syrienne s'inscrit dans la lutte pour l'indépendance, contre le mandat français en Syrie et au Liban.
Le 25 avril 1920, la Société des Nations (SDN) avait attribué à la France des mandats de protectorat sur la Syrie et le Liban. La Palestine et la Transjordanie passaient, quant à elles, sous mandat britannique. Une paix précaire s'ensuivit, malgré les réserves émises par les Italiens et les Américains et les agissements de différents éléments arabes. Dès le 13 juillet 1924 la France fut diplomatiquement libre d'agir à sa guise dans le cadre du mandat.

### Rébellions des années 1919-1922
L'armée française fait face dès 1919 à une série de rébellions en Syrie. Entre 1919 et 1921, le cheikh alaouite Saleh al-Ali mène ainsi la révolte alaouite de 1919 dans le Jabâl Ansariya (les montagnes de la côte syrienne). En 1920-1921, Ibrahim Hananou conduit la révolte d'Alep, ou révolte de la Syrie du nord, également appelée révolte de Hananu (en). Le chef druze Sultan el-Atrache suscite une rébellion dans les montagnes du sud jusqu'en 1922.
L'opposition à la France venait surtout des Druzes, exaspérés par les méthodes du général Sarrail, qui pratiquait une administration directe, sans discernement ni égard envers les élites et les coutumes locales ; il avait été nommé en remplacement du général catholique Weygand, lui-même étant un jacobin laïciste nommé par le Cartel des gauches.

## La révolte
L'insurrection syrienne contre le mandat français naît pendant l'été 1925 au Djebel el-Druze. Excédés par les pratiques du capitaine Gabriel Carbillet, gouverneur du Djébel, les Druzes basculent dans la révolte, menée par un jeune chef nationaliste, Sultan el-Atrache.
Le 21 juillet, la colonne du capitaine Normand est attaquée lors de la bataille d'al-Kafr à quelques kilomètres au sud-est de Soueïda. 115 hommes sur 166 sont massacrés. Le 3 août, la colonne Michaud (environ 3 000 hommes), mise sur pied  pour délivrer les assiégés à Soueïda et venger les morts d'al-Kafr, connait le même sort lors de la bataille d'al-Mazraa. 640 hommes de la colonne sont tués, dont 122 Français, et les insurgés s'emparent de nombreuses armes.
Le 24 septembre, la victoire française lors de la bataille de Messifre ouvre  la voie à la prise de Soueïda.
La révolution nationale est proclamée en octobre 1925. Les militaires français, dont 20 000 de l'Armée du Levant sont dans la région, voient dans cette proclamation l'échec de leur politique de « pacification » du pays. Les rebelles se concentrent ensuite dans les environs de Damas, et préparent le soulèvement de la capitale à partir de l'oasis de Ghouta.
Le 18 octobre, une grande rébellion a lieu à Damas et dans ses environs. L'attaque d'une patrouille française par les rebelles déclenche un cycle de représailles.
Plusieurs villages, accusés de complicité avec les rebelles, sont incendiés, et une opération de police ramène à Damas le 14 octobre une centaine de prisonniers et plusieurs dizaines de cadavres de rebelles. Les corps sont exposés sur la place al Merjeh.
L'attaque du palais Azem siège de l'administration française en Syrie, le 18 octobre, par les troupes de Hasan al-Kharrat provoque un nouveau soulèvement.
Damas est considérée comme « territoire rebelle ». La loi martiale est instituée, et le général Gamelin décide d'utiliser l'artillerie pour écraser la résistance. La ville est bombardée pendant trois jours, et un incendie embrase le 20 octobre une zone de 45 000 mètres carrés.

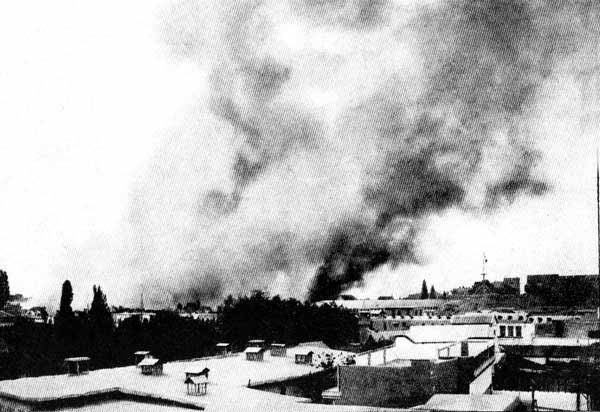
Damas en flammes après le bombardement de la ville.

À la suite de ce bombardement, le corps consulaire adresse un télégramme de protestation à la Chambre des députés. Dans leur action, les Syriens trouvent un certain soutien en Chine, en Égypte, en Inde, en URSS et aux États-Unis. À Genève, les représentants du Mouvement national syrien entament un recours contre les agissements de la France en Syrie auprès de la Société des Nations.
En France, le député communiste Jacques Doriot demande l'abandon du Mandat, l'indépendance de la Syrie et du Liban, ainsi que le retrait des forces françaises.
Doriot n'est pas suivi par les parlementaires, mais le Mandat perd en crédibilité, surtout sur la scène internationale.
L'opinion publique française devient elle aussi hostile au mandat, mais pour d'autres raisons. Après les revers militaires infligés à l'armée française par les rebelles, les Français suivent de moins en moins le gouvernement dans sa politique. Ce sentiment augmente après le massacre de la colonne Michaud à al-Mazraa le  3 août 1925.

### Les Français en difficulté
Du milieu du mois d'octobre 1925 au mois de mai 1926, les Français se trouvent en difficulté. Le Djébel a été pendant près de sept mois libre de toute occupation française.
La répression menée par l'armée française permet aux insurgés de grossir leurs rangs. Ils isolent Damas en attaquant les voies de communication, le chemin de fer qui relie Damas au Hedjaz, ainsi que la route menant vers Beyrouth, les ponts et les lignes télégraphiques. Les Français sont harcelés dans la ville même par les rebelles. De plus, l'insurrection s'étend au Liban où une garnison française est attaquée.
D'abord encerclés dans la citadelle de Rachaïya, les Français prennent le dessus sur leurs assaillants après l'intervention de deux colonnes de secours et le bombardement de la ville du 18 au 20 octobre. D'autres bombardements de Damas auront lieu en mai 1926.
En février 1926, une centaine de notables, favorables à l'administration française, se réunissent et envoient une délégation auprès des chefs insurgés pour leur demander de s'éloigner de Damas. Pendant ce temps, la guérilla druze est à son apogée au début du printemps 1926.
25 avril 1926, le siège de 65 jours de Soueïda, capitale du Djebel el-Druze, est brisé par les troupes françaises, puis le Djebel druze ainsi que le Sud Liban se calment. Dans la région de Damas en revanche, les opérations sont plus longues mais la zone est finalement pacifiée. En fait, druzes et nationalistes se sont séparés politiquement.
Le ravitaillement de Soueïda est dû à l’aéronautique militaire française, avec un parachutage pour les objets les plus fragiles. Les conditions de survol font des avions des cibles faciles pour les troupes ennemies. Sans ce support, la ville serait tombée en quelques semaines. L'appui aérien est assuré par le 39e régiment d'aviation d’observation, dont le commandement est à Rayak (Liban) et disposant de 8 escadrilles équipées d'environ 60 à 70 Breguet 14.
La France a écrasé la révolte et aucune revendication des nationalistes n’a été prise en compte. La répression de la révolte permet à la France d’affirmer sa position de puissance mandataire.

### Défense de Damas

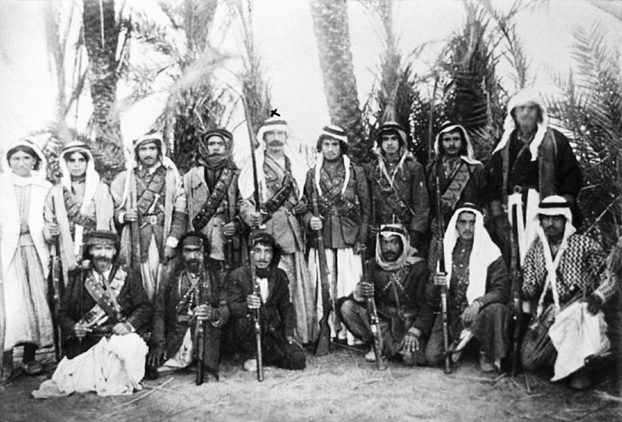
Des rebelles dans la Ghouta en 1925.

Devant l'insurrection, l'état de siège est imposé le 22 novembre 1925. Le colonel Andréa prépare un plan de défense de Damas qui a pour but d'isoler la capitale de la guérilla. Le plan d'Andréa est d'entourer la ville d'une barrière de fer, dont les abords seront défendus par des batteries de mitrailleuses. Le projet est nommé « embellissement » et il est présenté le 10 décembre aux conseillers municipaux.
La construction de cette barrière nécessite le travail de 1 500 ouvriers. Les travaux sont achevés au début du mois de février 1926. La ville est entourée d'un boulevard de douze kilomètres constitué d'un réseau de fils de fer barbelés. Des soldats sont installés aux postes de sécurité, filtrant les entrées et les sorties de la ville.
Damas sécurisée, le colonel Andréa parvient à prendre l'oasis de Ghouta qui servait de base avancée à l'insurrection. Mais il ne parvient pas pour autant à liquider la guérilla qui s'est repliée dans la montagne.

### Fin de la guérilla

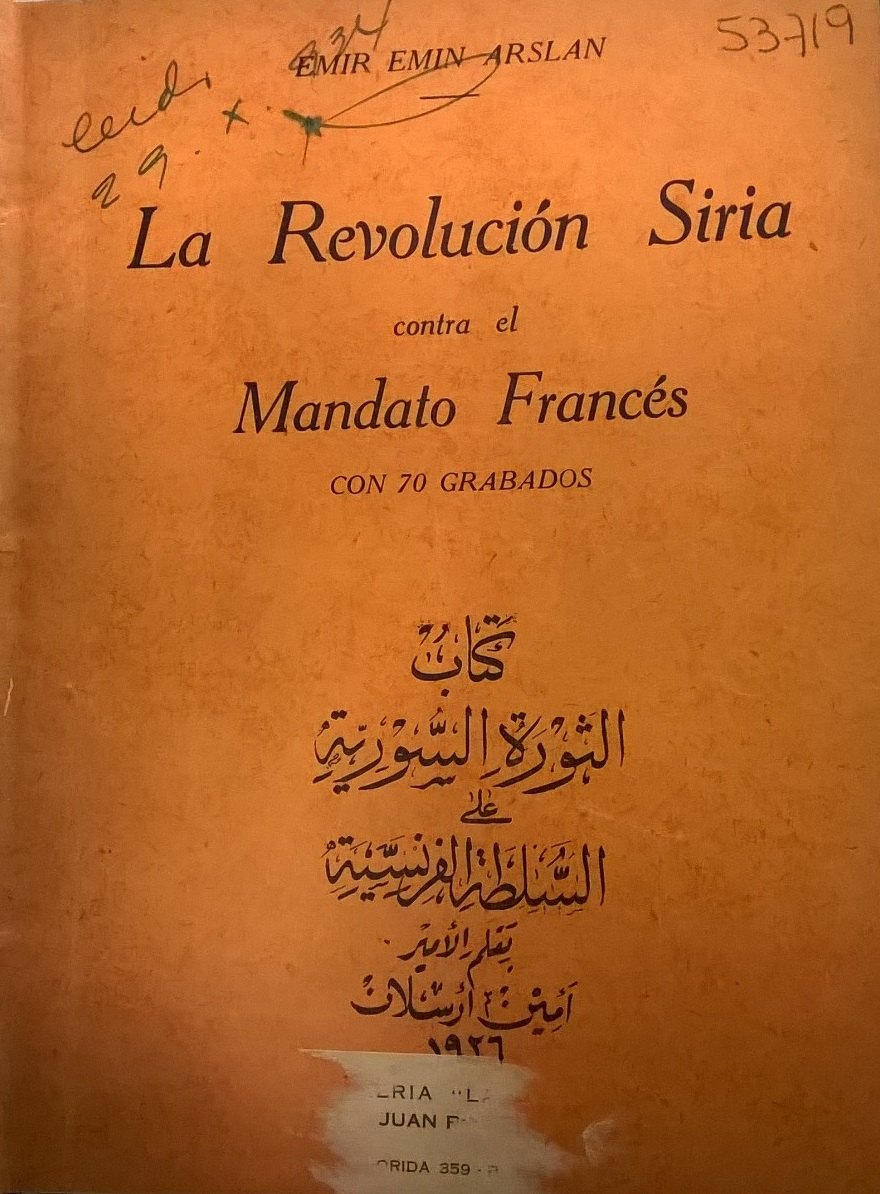
"La Révolution syrienne contre le Mandat français" par Emin Arslan, 1926 (en espagnol)

À Damas, un nouveau gouvernement est formé par Ahmed Nami Bey. Ce gouvernement est constitué de trois ministres nationalistes, Farès al-Khoury, Lotfi al-Haffar et Housni al-Barazi. Les ministres nationalistes s'opposent à la politique menée par les autorités françaises, ils protestent publiquement contre la proclamation par les militaires de la Ghouta comme zone militaire. Le 11 juin 1926, ils refusent de signer avec le reste du gouvernement une motion contre la rébellion, ce qui leur vaut d'être arrêtés et déportés à Djézireh.
L'insurrection s'essouffle principalement à cause des conflits opposant les différentes communautés syriennes et grâce aux mesures libérales adoptées par le haut-commissaire français Henry de Jouvenel qui bénéficie d’importants moyens militaires. Près de 40 000 soldats, parmi lesquels des hommes venus de métropole, ont été engagés au Levant, soutenus par une artillerie nombreuse, des dizaines d’avions et un régiment de chars de combat FT.
La révolte a entraîné une réorientation politique du mandat avec la séparation des pouvoirs entre civils et militaires. Le Général Sarrail a été limogé et rappelé en France : sa responsabilité est reconnue et entraîne la chute du gouvernement "cartel de la gauche". Le bilan des pertes humaines est d'environ 10 000 morts syriens, surtout des civils, et de 2 500 à 6 000 soldats français, disparus ou morts au combat ou des suites de maladies.

### Sources secondaires
- Edmond Rabbath, « L'insurrection syrienne de 1925-1927 » dans Revue historique, avril 1982, p. 413-414 (lire en ligne)
- Lenka Bokova, « LES DRUZES DANS LA RÉVOLUTION SYRIENNE DE 1925 A 1927 », Guerres mondiales et conflits contemporains, no 153,‎ 1989, p. 91–104 (ISSN 0984-2292, lire en ligne, consulté le 6 novembre 2022)
- Anne-Marie Bianquis et Elizabeth Picard, Damas, miroir brisé d'un Orient arabe, Paris, Éditions Autrement, 1993.
- Lenka Bokova, La Confrontation franco-syrienne à l'époque du mandat - 1925-1927, Paris, L'Harmattan, 1990.

### Sources primaires
- Général Andréa, La Révolte druze et l'insurrection de Damas, 1925-1926, Payot, 1937.
- Charles Léon Clément, Gal. (S. l.) (préf. général Huntziger), Le Livre d'or des troupes du Levant : 1918-1936, Imprimerie du Bureau typographique des troupes du Levant, 1937.